# アヤハプラザ水口
アヤハプラザ水口（アヤハプラザみなくち）は、滋賀県甲賀市水口町水口にある複合商業施設。運営管理会社は、綾羽株式会社。

## 概要
甲賀市水口町の官庁街付近、国道307号や野洲川のすぐ北側に所在する。2000年11月に開店し、現在はアヤハディオやエディオンを核店舗に11の専門店が入居している。2009年にはアヤハディオ内にオートセンターがオープンした。
本施設より北側にスーパーハズイ水口店がある。約200m西には農協と2本の道路を挟んで、同年にオープンした西友水口店がある（同店は近江鉄道本線水口石橋駅裏より移転した）。

## 主な店舗
- アヤハディオ（ホームセンター）9:30-20:00[1]
- メガネの三城（眼鏡・補聴器）10:00-20:00
- GU（カジュアル衣料）平日11:00-20:00 休日10:00-20:00
- エディオン（電気製品）10:00-20:00
- ジョイフル（ファミリーレストラン）24時間
- キリン堂（ドラッグストア）9:00-21:00

### 閉店
- ユニクロ（カジュアル衣料）平日11:00-20:00 休日10:00-20:00 （2014年12月3日 閉店）

## 交通

### 鉄道
- 近江鉄道本線水口城南駅

### 車
- 新名神高速道路 信楽IC
- 新名神高速道路 甲南IC